# Josy Eisenberg
Pour les articles homonymes, voir Eisenberg.
Josy (Yossef) Eisenberg, né le 12 décembre 1933 à Strasbourg et mort le 8 décembre 2017 à Houlbec-Cocherel, est un rabbin, auteur, producteur et réalisateur de télévision français, d'origine polonaise et hassidique,.

## Biographie
Josy Eisenberg naît à Strasbourg dans une famille profondément pieuse. Son père Oskar (Ovadia), un représentant, émigre avec sa famille de Cracovie en 1895, à l’âge de quatre ans ; sa mère Gisèle (Gisa, Guitel) Lam, appartenait elle aussi à la communauté de stricte observance. La famille, qui comporte trois enfants dont Jacques (Yaakov) Eisenberg, priait à la Communauté Etz Haïm, sise en ce temps à la rue Kageneck, et tenait un commerce de bonneterie.
Réfugié à Limoges avec sa famille dès avant l'invasion allemande et comme la majorité des Juifs strasbourgeois, Joseph Eisenberg peut passer en Suisse en 1943, sans ses parents et y vivre jusqu'à la fin de la guerre.
Josy Eisenberg fait ses études à l'école Aquiba, dont le directeur est son cousin Benno Gross, puis au  lycée Fustel-de-Coulanges de Strasbourg. Bachelier, il entre au séminaire israélite de France (SIF) à Paris à l'instigation du grand rabbin Henri Schilli et à la faculté des lettres de Paris. Il est diplômé en études rabbiniques, licencié en histoire et diplômé en études supérieures de lettres.
Après son service militaire, il devient rabbin, pour dix ans, de la synagogue de la rue Sainte-Isaure à Paris où il crée l'office des jeunes.
Il est secrétaire particulier du grand rabbin de France, Jacob Kaplan, entre 1961 et 1964. En 1962, avec l'arrivée des Juifs d'Algérie, souvent sans repère communautaire en France, il suggère au grand rabbin Kaplan de demander à l'ORTF la création d'une émission de télévision à destination des Juifs, comme il existe déjà des émissions catholiques et protestantes.
C'est ainsi qu'il devient le créateur, producteur et réalisateur de l'émission La Source de vie,, qu'il animera chaque dimanche à la télévision française pendant 55 ans, jusqu'à son décès. Devant le succès de l'émission, sera rajoutée en 1968 une émission de 15 minutes intitulée À Bible ouverte.
Josy Eisenberg est l'auteur de nombreux ouvrages, dont certains avec  Armand Abécassis, son partenaire dans l'émission À Bible Ouverte.
En 1973, il est coscénariste du film Les Aventures de Rabbi Jacob réalisé par Gérard Oury.
Josy Eisenberg est chevalier de la Légion d'honneur, officier de l'ordre national du Mérite et commandeur de l'ordre des Arts et des Lettres. Il reçoit la Médaille de vermeil de la Ville de Paris et le prix de l'amitié judéo-chrétienne en 1993, ainsi que le prix des Arts et des Lettres de la Fondation du judaïsme français.
Marié à cinq reprises, il est père de quatre enfants, Marc, Muriel, Éric et Nathanaël.
Il est mort à Houlbec-Cocherel, dans l'Eure, le 8 décembre 2017. Le président de la République, Emmanuel Macron, lui rend hommage. Il est enterré à Jérusalem, le 12 décembre 2017, au cimetière de Mont des Répits (Har Hamenuhot) à Givat Shaul.

## Distinctions
- Chevalier de la Légion d'honneur
- Officier de l'ordre national du Mérite
- Commandeur de l'ordre des Arts et des Lettres

## Œuvres
- Ma plus belle histoire d'humour : les meilleures blagues juives, Éditions David Reinharc, 2011,  (ISBN 978-2-35869-010-2)
- Mots de tête, Éditions David Reinharc, 2010 (ISBN 978-2-35869-009-6)
- Livres de vie, Albin Michel, 2010
- La Cabbale dans tous ses états, Albin Michel, 2009
- Dieu et les Juifs, Albin Michel, 2009
- Le Judaïsme pour les nuls, 2008
- À Bible ouverte, avec Armand Abécassis, Albin Michel, 2004
- Le Chandelier d'or, avec Adin Steinsaltz, 2002
- Job ou Dieu dans la tempête, avec Elie Wiesel, 2002
- L'Homme debout : essai sur la prière juive, avec Adin Steinsaltz, Albin Michel, 1999
- Histoire moderne du peuple juif, 1997
- À Bible ouverte. Tome 4, Jacob Rachel Léa et les autres, avec Armand Abécassis, Albin Michel, 1996
- Le Testament de Moïse, avec Benjamin Gross, Albin Michel, 1996
- À Bible ouverte. Tome 3, Moi, le gardien de mon frère ?, avec Armand Abécassis, 1993
- La femme au temps de la Bible, 1993
- Et Dieu créa Ève, avec Armand Abécassis, Albin Michel, 1992
- L'Étoile de Jacob, avec Bernard Dupuy, 1989
- Les religions origine et actualité : les croyants, les dieux, les doctrines, les hérésies, les Églises, 1972
- Une histoire des juifs, 1970
- Guide religieux de la France, pour le judaïsme avec Georges Lévitte, 1967

## Coscénariste
- 1973 : Les Aventures de Rabbi Jacob (avec Gérard Oury, Danièle Thompson et Roberto De Leonardis)
- 1975 : Le Crocodile (projet de film) (avec Gérard Oury et Danièle Thompson)